# Maxime Le Forestier chante Brassens
Albums de Maxime Le Forestier
Maxime Le Forestier no 5
(1978) Les Rendez-vous manqués
(1980)
Maxime Le Forestier chante Brassens est un album-hommage de Maxime Le Forestier à Georges Brassens, sorti en 1979. Il s'est vendu à  112 100 exemplaires.

## Titres de l'album
| No  | Titre                            | Durée |
| --- | -------------------------------- | ----- |
| 1.  | Colombine                        |       |
| 2.  | Oncle Archibald                  |       |
| 3.  | Celui qui a mal tourné           |       |
| 4.  | À l'ombre du cœur de ma mie      |       |
| 5.  | La Mauvaise Réputation           |       |
| 6.  | Le Père Noël et la Petite Fille  |       |
| 7.  | Dans l'eau de la claire fontaine |       |
| 8.  | La Guerre de 14-18               |       |
| 9.  | Bonhomme                         |       |
| 10. | Le Moyenâgeux                    |       |
| 11. | Les Oiseaux de passage           |       |
| 12. | Histoires de faussaires          |       |
| 13. | Les Passantes                    |       |